# Ривайвелизм
Ривайвели́зм (англ. revival «возрождение, пробуждение») — движение в протестантизме, возникшее в XVIII веке в ответ на превращение христианства в официальное моральное учение. Главной особенностью ривайвелизма является акцент на переживании личной встречи с Богом и приближающемся Втором пришествии Иисуса Христа. Ривайвелисты первоначально не имели организации и представляли собой стихийные молитвенные группы и кружки по изучению Библии, в которых ведущая роль принадлежала харизматическим лидерам и странствующим проповедникам. Церковные обряды и священническая иерархия при этом отходили на второй план или вовсе переставали иметь значение.
В Северной Америке ривайвелизм развивался в виде четырёх последовательных взаимосвязанных течений:
1. Первое Великое пробуждение (1730−40) в Новой Англии.
2. Второе Великое пробуждение (1787−1860) в США в среде конгрегационалистов, пресвитериан, баптистов и методистов.
3. Период начала XX века, связанный со служением миссионеров-евангелистов.
4. Вторая половина XX века, в ходе которого миссионерская деятельность стала опираться на крупные церкви и миссии с использованием средств массовой информации.

Наиболее известные представители: Д. Эдвардс, Ч. Финней, Д. Муди, Рубен Арчер Торри.